# I Honestly Love You
I Honestly Love You è un brano musicale scritto da Jeff Barry e Peter Allen e interpretato da Olivia Newton-John. Il brano è stato pubblicato nel 1974 come singolo estratto dall'album Long Live Love (in Regno Unito) e dall'album If You Love Me, Let Me Know (negli Stati Uniti).

## Tracce
- 7" (USA)

1. I Honestly Love You
2. Home Ain't Home Anymore

- 7" (UK)

1. I Honestly Love You
2. Get Your Paper Dues

## Altre versioni
Anche Peter Allen ha interpretato il brano inserendolo nel suo album Continental American del 1974. 
La stessa Olivia Newton-John ha reinciso il pezzo con la collaborazione di Babyface per il disco Back with a Heart del 1998.

## Premi
Nell'ambito dei Grammy Awards 1975 la canzone è stata premiata con il riconoscimento alla registrazione dell'anno e quello alla miglior interpretazione vocale femminile pop.